# 阿洛 (瓦利斯和富图纳)

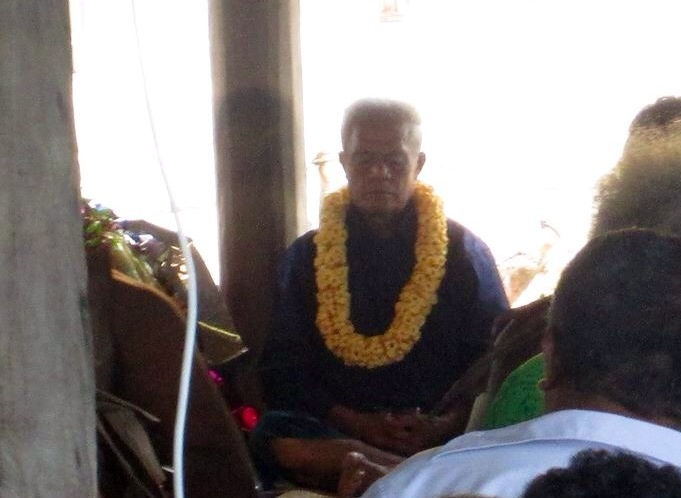
阿洛前国王Petelo Sea

阿洛，又称图阿（Tu`a，非正式称呼）或富图纳王国（Royaume de Futuna，非正式称呼），是位于南太平洋的法国海外集体领地瓦利斯和富图纳的三个王國之一（其它两个王國是乌韦阿和锡加韦）。首府是马拉埃。

## 行政区划
阿洛王國涵蓋富圖納島東部三分之二區域及阿洛菲島。阿洛王國构成一个区，下辖9个市。